# اغيسي (سيدي عيسى الركراكي)
اغيسي هي إحدى مشيخات المملكة المغربية، تتبع جغرافيا لإقليم الصويرة وإداريًا لسيدي عيسى الركراكي. يقدر عدد سكانها بـ 6985 نسمة حسب الإحصاء الرسمي للسكان والسكنى لسنة 2004.